# Губино (Можайский район)
Губино — деревня в Можайском районе Московской области в составе Юрловского сельского поселения.
Население 35 человек на 2006 год, 
Высота над уровнем моря — 219 метров.

## География
Располагается на реке Береге.

## История
Село впервые упоминается в 1626 году, как дворцовое.
В 1675 году село было обменено царём Алексеем Михайловичем на вотчину патриаршего боярина Тимофея Петровича Савёлова.
В 1678 году в селе уже имелась деревянная церковь во имя святителя Николая Чудотворца. В селе насчитывалось 12 дворов крестьян, 5 бобылей.
После смерти Тимофея Савёлова в 1699 году (похоронен в Лужецком монастыре) село перешло к его сыну Тимофею Тимофеевичу Савёлову (1668-1744) — стольнику, воеводе, статскому советнику, члену Оружейной палаты (погребён в том же монастыре). Затем селом владел его сын Петр Тимофеевич, а в 1771 году оно перешло к его вдове Екатерине Ивановне и сыну Дмитрию Петровичу, ротмистру, депутату Можайского дворянства.
В начале XIX века село перешло к Н.С. Воейкову.
В 1819 году на средства Войкова в селе была построена каменная церковь во имя святителя Николая Чудотворца.
В 1890 усадьба в Губино принадлежала господину Аристову.
На 1917 год село относилось к Можайскому уезду Московской губернии.
В советское время церковь закрыли и она стала разрушаться. В данный момент находится в полуразрушенном состоянии.

## Известные люди
В селе родился священномученик Алексий (Веселовский).
В селе жил и служил в местной церкви священномученик Василий (Агафоников).